# Bédée
Bédée is een gemeente in het Franse departement Ille-et-Vilaine in de regio Bretagne. De plaats maakt deel uit van het arrondissement Rennes. Bédée telde op 1 januari 2022 4.571 inwoners.

## Geografie
De oppervlakte van Bédée bedroeg op 1 januari 2022 38,95 vierkante kilometer; de bevolkingsdichtheid was toen 117,4 inwoners per km².

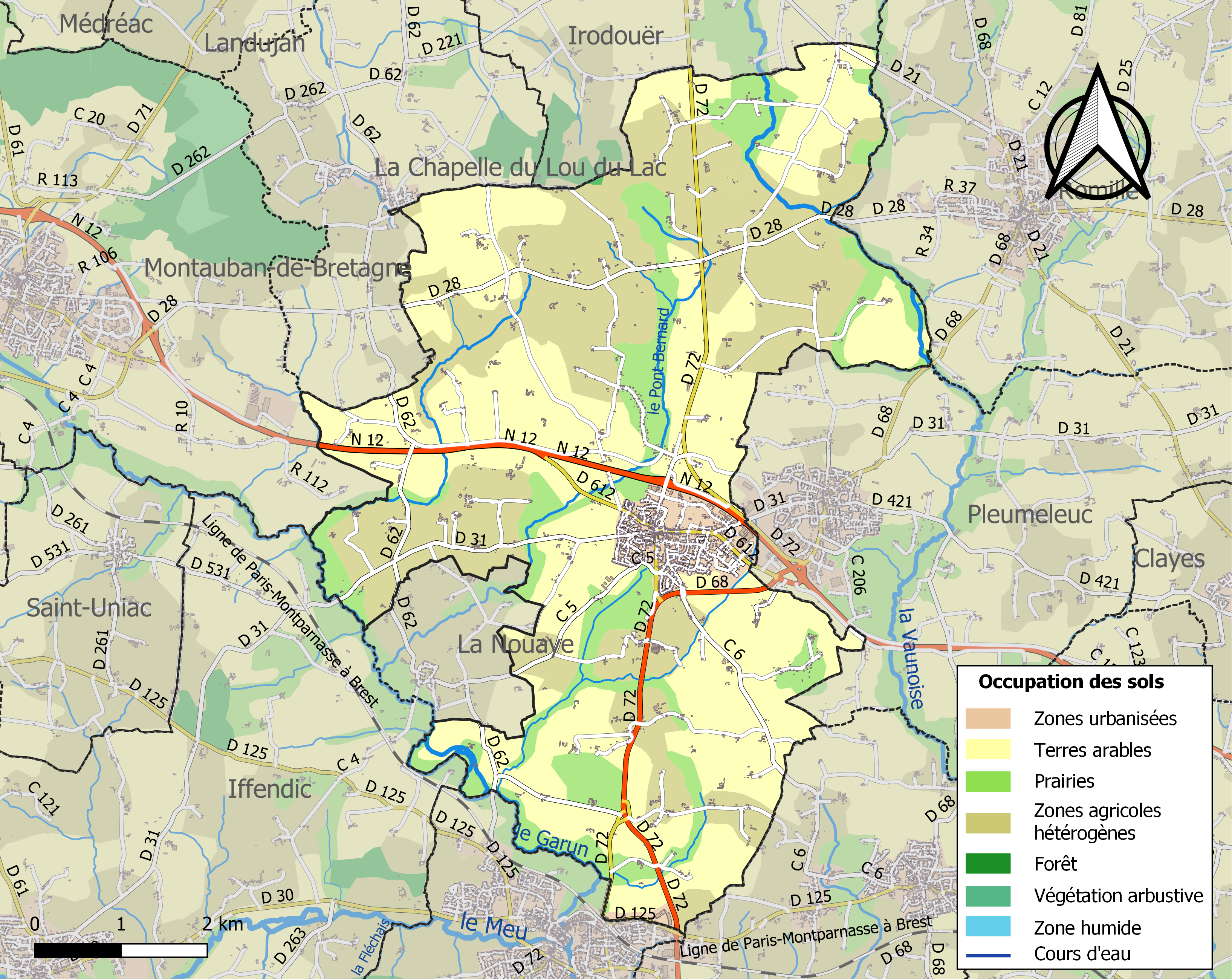
Kaart van de gemeente met belangrijkste infrastructuur, bodemgebruik en omliggende gemeenten

## Demografie
Onderstaande figuur toont het verloop van het inwonertal, bron: INSEE-tellingen. 

## Geboren
- François Letexier (23 april 1989), voetbalscheidsrechter